# Ленаві (округ)
Шаблон:StateAbbr_ 41°53′ пн. ш. 84°04′ зх. д. / 41.89° пн. ш. 84.07° зх. д.
Округ  Ленаві (англ. Lenawee County) — округ (графство) у штаті Мічиган, США. Ідентифікатор округу 26091.

## Історія
Округ утворений 1822 року.

## Демографія
За даними перепису 
2000 року 
загальне населення округу становило 98890 осіб, зокрема міського населення було 45355, а сільського — 53535.
Серед мешканців округу чоловіків було 49464, а жінок — 49426. В окрузі було 35930 домогосподарств, 26052 родин, які мешкали в 39769 будинках.
Середній розмір родини становив 3,07.
Віковий розподіл населення поданий у таблиці:
| Стать    | До 15 років | 15-21 | 22-29 | 30-39 | 40-49 | 50-65 | 65-85 | Понад 85 |
| -------- | ----------- | ----- | ----- | ----- | ----- | ----- | ----- | -------- |
| Чоловіки | 10782       | 5381  | 4911  | 7393  | 8085  | 7857  | 4656  | 399      |
| Жінки    | 10185       | 4962  | 4439  | 6814  | 7710  | 7848  | 6364  | 1104     |

## Відомі уродженці
- Пінкі Піттенгер[en] (1899-1977) — американський бейсболіст.

## Суміжні округи
- Воштено — північний схід
- Монро — схід
- Лукас, Огайо — південний схід
- Фултон, Огайо — південний захід
- Гіллсдейл — захід
- Джексон — північний захід

## Виноски
1. ↑  US Decennial Census. US Census Bureau. Архів оригіналу за 4 квітня 2018. Процитовано 26 вересня 2014.
2. ↑  Historical Census Browser. University of Virginia Library. Архів оригіналу за 11 серпня 2012. Процитовано 26 вересня 2014.
3. ↑  Population of Counties by Decennial Census: 1900 to 1990. US Census Bureau. Архів оригіналу за 15 лютого 2015. Процитовано 26 вересня 2014.
4. ↑  Census 2000 PHC-T-4. Ranking Tables for Counties: 1990 and 2000 (PDF). US Census Bureau. Архів оригіналу (PDF) за 18 грудня 2014. Процитовано 26 вересня 2014.
5. ↑  State & County QuickFacts. US Census Bureau. Архів оригіналу за 6 червня 2011. Процитовано 28 серпня 2013.(англ.) Наведено за англійською вікіпедією.
6. ↑  American FactFinder. Бюро перепису населення США. Архів оригіналу за 26 лютого 2012. Процитовано 31 січня 2008.

| США | Це незавершена стаття з географії США. Ви можете допомогти проєкту, виправивши або дописавши її. |